# 大都会影院
大都会影院（英语：Metropole）是印尼雅加达的一座历史建筑，也是雅加达现存最古老的影剧院，目前主要由印尼电影连锁21影院（英语：21 Cineplex，XXI Cineplex）运营。该建筑具有荷兰殖民色彩。

## 历史
自1951年开业以来，该影院在印尼本土电影业的发展中扮演了重要的角色。即使当地其他影院并不看好，该影在放映印尼动作片的同时仍放映当时流行的好莱坞电影。该影院也是1955年第一届印尼电影节和1970年亚太电影节的主办方之一。现在的21电影院继续坚持其电影传统，以多样化的节目，放映最新的好莱坞大片和印尼电影，价格适中。